# Igrzyska Ameryki Środkowej i Karaibów 1982
Igrzyska Ameryki Środkowej i Karaibów 1982 – czternaste Igrzyska Ameryki Środkowej i Karaibów, multidyscyplinarne zawody sportowe dla krajów znajdujących się w Ameryce Środkowej i na Karaibach, które odbyły się w Hawanie, Santiago de Cuba i Cienfuegos w dniach 7–18 sierpnia 1982 roku.

## Informacje ogólne
Hawana otrzymała prawo do organizacji zawodów po wycofaniu się portorykańskiego Mayagüez z powodów finansowych. Dwadzieścia dwa uczestniczące kraje wystawiły łącznie 2117 zawodników i 682 zawodniczki, co stanowiło najwyższą ich liczbę w dotychczasowej historii. Sportowcy rywalizowali w 247 konkurencjach w 24 dyscyplinach – pobijając rekordy również w tych klasyfikacjach. Po raz pierwszy na igrzyskach pojawiły się zespoły z Brytyjskich Wysp Dziewiczych i Grenady, natomiast nie wystartowali sportowcy z Hondurasu, Salwadoru i Kolumbii. Do programu powróciło żeglarstwo, zadebiutowały zaś tenis stołowy, łucznictwo, wioślarstwo i hokej na trawie.

## Dyscypliny
- Baseball  (szczegóły)
- Boks  (szczegóły)
- Gimnastyka sportowa  (szczegóły)
- Hokej na trawie  (szczegóły)
- Judo  (szczegóły)
- Kolarstwo torowe  (szczegóły)
- Koszykówka  (szczegóły)
- Lekkoatletyka  (szczegóły)
- Łucznictwo  (szczegóły)
- Piłka nożna  (szczegóły)
- Piłka wodna  (szczegóły)
- Pływanie  (szczegóły)
- Pływanie synchroniczne  (szczegóły)
- Podnoszenie ciężarów  (szczegóły)
- Siatkówka (halowa)  (szczegóły)
- Skoki do wody  (szczegóły)
- Softball  (szczegóły)
- Strzelectwo  (szczegóły)
- Szermierka  (szczegóły)
- Tenis stołowy  (szczegóły)
- Tenis ziemny  (szczegóły)
- Wioślarstwo  (szczegóły)
- Zapasy  (szczegóły)
- Żeglarstwo  (szczegóły)

## Tabela medalowa
Źródło.
| Lp.   | Państwo                              | Złoto | Srebro | Brąz | Razem |
| ----- | ------------------------------------ | ----- | ------ | ---- | ----- |
| 1     | Kuba                                 | 173   | 71     | 38   | 282   |
| 2     | Meksyk                               | 29    | 55     | 47   | 131   |
| 3     | Wenezuela                            | 19    | 39     | 54   | 112   |
| 4     | Portoryko                            | 7     | 43     | 54   | 104   |
| 5     | Dominikana                           | 4     | 8      | 22   | 34    |
| 6     | Jamajka                              | 4     | 3      | 6    | 13    |
| 7     | Kostaryka                            | 3     | 1      | 4    | 8     |
| 8     | Wyspy Dziewicze Stanów Zjednoczonych | 2     | 5      | 4    | 11    |
| 9     | Bahamy                               | 2     | 3      | 4    | 9     |
| 10    | Gwatemala                            | 2     | 1      | 6    | 9     |
| 11    | Trynidad i Tobago                    | 1     | 2      | 6    | 9     |
| 12    | Gujana                               | 1     | 0      | 1    | 2     |
| 13    | Haiti                                | 1     | 0      | 0    | 1     |
| 14    | Panama                               | 0     | 11     | 9    | 20    |
| 15    | Nikaragua                            | 0     | 3      | 5    | 8     |
| 16    | Belize                               | 0     | 1      | 0    | 1     |
| 17    | Antyle Holenderskie                  | 0     | 0      | 3    | 3     |
| 18    | Barbados                             | 0     | 0      | 2    | 2     |
| =     | Bermudy                              | 0     | 0      | 2    | 2     |
| =     | Grenada                              | 0     | 0      | 2    | 2     |
| 21    | Surinam                              | 0     | 0      | 1    | 1     |
| Razem | Razem                                | 248   | 246    | 270  | 764   |